# Ардън
Ардън (на английски: Arden) е равнина в централна Англия с площ 1 434 квадратни километра.
Разположена в графство Уест Мидландс и съседни части от Уорикшър, Стафордшър и Устършър, тя има надморска височина между 31 и 315 метра на вододела между басейните на реките Северн и Хъмбър. В миналото силно залесена и наричана често Ардънски лес, днес голяма част от областта е урбанизирана, заемайки основната част от територията на градовете Бирмингам и Ковънтри, като в нея живеят около 1,9 милиона души.